# Экслибриум: Чистый лист
«Экслибриум: Чистый лист» — комикс российского издательства Bubble Comics, выпущенный 21 апреля 2019 года. Сценаристами выступили автор серии Наталия Девова, а также художник Константин Тарасов, для которого комикс стал сценарным дебютом. Иллюстрации создавались Константином Тарасовым, Мариной Приваловой, Оксаной Турляй и Таей Макаревич, а за покраску рисунков отвечали колористки Карина Ахметвалиева, Аделя Адиенова, Анастасия Троицкая и Наталья Мартинович. Вышел в рамках серии «Легенды Bubble». В августе 2021 года вышел второй подобный сборник историй под названием «Экслибриум: Красная строка».
«Чистый лист» рассказывает предысторию некоторых второстепенных персонажей серии комиксов «Экслибриум», повествующей об Ордене книгочеев, защищающих границу между нашей повседневной действительностью и миром художественных произведений. Комикс является сборником-антологией и содержит четыре истории, главными героями которых стали Зоя Сафьянова, Январь и Ядвига Твириновы, Дэмиен Егоров и Маргарита Вольнова.
Комикс получил умеренно-положительные отзывы от журналистов, обозревающих российскую комикс-индустрию. Сильными сторонами «Чистого листа» назывались работа колористок Ахметвалиевой, Адиеновой, Троицкой и Мартинович, рисунок Макаревич, Турляй и Тарасова, а также сценарий последнего и Наталии Девовой. Рецензенты описывали проект как сборник дополнительных историй для поклонников оригинального «Экслибриума», который даёт возможность узнать предысторию второстепенных героев и глубже ознакомиться с аспектами вселенной «Экслибриума».

## Сюжет
«Экслибриум: Чистый лист» является антологией и поделён на четыре истории:
- «Девочка с веслом» — история, главной героиней которой является Зоя Сафьянова. Она рассказывает своей подруге и по совместительству соседке по комнате Тамаре Леске историю того, как она заразилась чернилами и попала в Орден книгочеев. Зоя жила в селе Кенгир, Казахстан; бабушка и дедушка девушки отдали её на секцию спортивной гребли, чтобы она проводила меньше времени со своими родителями, страдающими от алкоголизма. Добившись значительных результатов Зою принимают на учёбу в МГАФК, но там на неё нападает сбежавших литературный персонаж. Тамара и Соловей захватывают заражённую чернилами Зою и она проходит обряд инициации, становясь книгочейкой. Видя, как Зоя пытается сбежать из Ордена за своим дедом, Тамара, используя ресурсы своей семьи, помогает Зое спасти деда и привезти его на попечение книгочеев. Подружившись, Сафьянова учит Леску спортивной гребле.

- «Неразлучники» — сюжет о Январе и Ядвиге Твириновых, неразлучных близнецах, которым бабушка и дедушка с детства прививали навыки выживания. Они выросли в изолированной коммуне и обожали читать художественные книги, которые в их окружении были под запретом. Один раз они ослушались, за что их наказали, отвезя в лес и заставив самостоятельно искать дорогу домой. Вернувшись домой к обозначенному времени они заслужили возможность читать, что хотят. Несколько лет спустя Январь и Ядвига находят в лесу Пряничный домик из ожившей сказки про Гензеля и Гретель. Они дают отпор Ведьме, но та заражает Января. Подоспевшие Рита Вольнова и Женя Лунёва объясняют, что теперь Январь станет книгочеем и вступит в Орден. Чтобы не покидать брата, Ядвига целенаправленно заражается чернилами и присоединяется к Январю.

- «Принц тьмы» — главным действующим лицом этого рассказа становится Дэмиен Егоров, ищущий в Ордене книгочеев убежище от преследующей его секты сатанистов, в которой он родился и вырос. Сатанисты ищут мальчика так как верят, что он — сын самого дьявола, которому суждено возглавить их. Дэмиен пришёл к дверям замаскированной Настоящей библиотеки, но на него напали последователи секты. От них его спасают Ангелина Евгеньевна и Снежана Лебедь. Выслушав трагичную историю Дэмиена и сектантов, Ангелина и Снежана решают подыграть им, якобы показав всемогущество Дэмиена с помощью своих книгочейских сверхсил. Завоевав доверие сектантов, Дэмиен приказывает им прекратить преследовать его и распустить сатанинскую секту. После этого Ангелина соглашается принять Дэмиена в Орден книгочеев и вместе со Снежаной он заходит в книгу, чтобы намеренно заразиться чернилами.

- «Искра» — повествует о Маргарите Вольновой. С детства девушка обладала сложным характером и постоянно участвовала в драках с одноклассниками, а также плохо училась. В какой-то момент она заражается чернилами и попадает в Орден книгочеев. Поначалу в одной комнате с ней никто не уживался, однако позже её соседкой становится новоприбывшая Евгения Лунёва, с которой у Риты завязывается дружба. Затем, на миссии по поимке сбежавшего из ожившей книги Мэрилина Мэнсона, она вместе с Женей и Соловьём знакомится с Владиславом Савелиным. Он тоже заражается и попадает в Орден, они с Ритой становятся друзьями на почве общего увлечения музыкой. В конце истории Женя приходит на могилы Риты и Влади, погибших во время событий основной серии, и замечает в небе двух улетающих вдаль птиц.

## История создания
К работе над сценарием сюжетов «Чистого листа» были назначены автор серии, Наталия Девова, а также художник Константин Тарасов, для которого работа над книгой стала сценарным дебютом. До этого помимо Девовой единственным автором, которому довелось поработать над сюжетом «Экслибриума», была Анна Булатова, написавшая арку «Хозяйка дорог». Над антологией работало несколько художников. Тая Макаревич рисовала сюжет «Девочка с веслом». Оксана Турляй стала автором иллюстраций истории «Неразлучники». До этого она создала несколько иллюстраций для обложек «Экслибриума», в том числе и для арки «Хозяйка дорог», а также выступила как соавтор персонажа Киры, основного антагониста оригинальной серии. Руке Марины Приваловой принадлежит «Принц тьмы». Ранее она уже работала с Девовой над несколькими выпусками серии «Союзники», а также рисовала арку «Экслибриума» «Хозяйка дорог», написанную Булатовой. Константин Тарасов проиллюстрировал собственную историю «Искра». Тарасов известен по иллюстрациям к первой сюжетной арке «Майора Грома», но также успел поработать и над оригинальным «Экслибриумом». Константин Тарасов в своём художественном стиле черпал вдохновение в работах известных мангак Кацухиро Отомо и Кэнтаро Миуры.

### Издание
Анонс антологии «Экслибриум: Чистый лист» состоялся 11 апреля в официальной группе «ВКонтакте» издательства Bubble. Выход книги состоялся 21 апреля 2019 года на фестивале поп-культуры Bubble Fest. Специально для мероприятия был напечатан дополнительный ограниченный тираж с альтернативной обложкой авторства художницы Анастасии Игоревой, также известной под псевдонимом «144 ☆彡». Через три года, в апреле 2022 года, книга была переиздана с новой обложкой, автором которой выступил Константин Тарасов. В августе 2021 года вышел второй подобный «Чистому листу» сборник историй, «Экслибриум: Красная строка», раскрывающий уже других второстепенных персонажей оригинального комикса.

## Восприятие
Олег Ершов, редактор портала ComicsBoom, похвалил работу колористок Ахметвалиевой, Адиеновой, Троицкой и Мартинович, а также рисунок художниц Таи Макаревич за эмоциональные сцены в её исполнении и Оксаны Турляй, отметив рост её мастерства по сравнению с прошлыми работами. Более сдержанной оценки удостоился рисунок авторства Марины Приваловой — автор посетовал, что у неё так и не вышло научиться органично работать с цветными рисунками. Однако Ершов остался доволен рисунком Константина Тарасова и отдельно отметил его дебют в качестве сценариста, назвав его достойным. К сюжетам Наталии Девовой, основной сценаристки серии «Экслибриум», рецензент также отнёсся положительно, но историю «Принц тьмы» за её авторством назвал самой слабой в сборнике. Обзор Ершов заключил словами, что «Чистый лист» рассчитан не для новых читателей, а для поклонников серии, являясь своеобразным «фансервисом» для хорошо знакомых с тоном «Экслибриума» читателей.
Обозревательница онлайн-журнала Darker Мария Брянцева положительно оценила комикс и посчитала, что «многие герои „Экслибриума“ так и остаются для читателя загадкой», поэтому похвалила издательство за выпуск спин-оффа, который рассказывает предысторию второстепенных персонажей серии. Сами истории сборника она назвала интересными, отметив, что «Чистый лист» раскрывает не только второстепенных персонажей, но и подробности мира «Экслибриума». Подытоживая, Брянцева назвала комикс «занятным экспериментом по расширению лора вселенной „Экслибриума“» и выразила надежду, что издательство Bubble будет и дальше выпускать подобные спин-оффы.